# Віра Костюк Буш
Ві́ра Костю́к Бу́ш — голова товариства «Pro Ukraine», Сполучені Штати Америки.

## Життєпис
Американка за походженням, однак народилася в Німеччині. Її батьки — з України, мама, Марія Костюк, народжена Шевців, родом з Рогатина, батько — із Єзуполя. Під час Другої світової війни вони опинилися в Німеччині, у 1950-х роках емігрували до США, де і замешкали неподалік Детройта. Микола Костюк був бандуристом капели бандуристів імені Тараса Шевченка. У Детройті проживають сестра та брат Віри. Українська громада міста Детройт присвоїла Вірі Костюк Буш звання «Українка року».
2003 року заснувала фонд «Pro Ukraine eV», не один раз приїздила з гуманітарною допомогою до Рогатина.
Її чоловік, Ульріх Буш, був адвокатом Івана Дем'янюка.
Подружжя виростило дітей Ніну й Андрія.

## Нагороди
- Відзнака Президента України — ювілейна медаль «25 років незалежності України» (22 серпня 2016) — за вагомий особистий внесок у зміцнення міжнародного авторитету Української держави, популяризацію її історичної спадщини і сучасних надбань та з нагоди 25-ї річниці незалежності України[1]